# Lijst van planetoïden 121101-121200
Dit is een lijst van planetoïden 121101-121200 in volgorde van catalogusnummer van het Minor Planet Center. Voor de volledige lijst zie de lijst van planetoïden.
| Naam                    | Voorlopige naamgeving | Datum ontdekking | Locatie ontdekking  | Ontdekker                        |
| ----------------------- | --------------------- | ---------------- | ------------------- | -------------------------------- |
| 121101 -                | 1999 FA63             | 22 maart 1999    | Anderson Mesa       | LONEOS                           |
| 121102 -                | 1999 FE63             | 20 maart 1999    | Anderson Mesa       | LONEOS                           |
| (121103) Ericneilsen    | 1999 FX73             | 20 maart 1999    | Apache Point        | SDSS                             |
| 121104 -                | 1999 GQ               | 5 april 1999     | Višnjan Observatory | K. Korlević                      |
| 121105 -                | 1999 GL1              | 7 april 1999     | Oizumi              | T. Kobayashi                     |
| 121106 -                | 1999 GW1              | 6 april 1999     | Kitt Peak           | Spacewatch                       |
| 121107 -                | 1999 GF5              | 3 april 1999     | Xinglong            | BAO Schmidt CCD Asteroid Program |
| 121108 -                | 1999 GA7              | 15 april 1999    | Socorro             | LINEAR                           |
| 121109 -                | 1999 GV7              | 9 april 1999     | Anderson Mesa       | LONEOS                           |
| 121110 -                | 1999 GO12             | 12 april 1999    | Kitt Peak           | Spacewatch                       |
| 121111 -                | 1999 GD16             | 9 april 1999     | Socorro             | LINEAR                           |
| 121112 -                | 1999 GG25             | 6 april 1999     | Socorro             | LINEAR                           |
| 121113 -                | 1999 GM25             | 6 april 1999     | Socorro             | LINEAR                           |
| 121114 -                | 1999 GD28             | 7 april 1999     | Socorro             | LINEAR                           |
| 121115 -                | 1999 GO31             | 7 april 1999     | Socorro             | LINEAR                           |
| 121116 -                | 1999 GH42             | 12 april 1999    | Socorro             | LINEAR                           |
| 121117 -                | 1999 GE56             | 9 april 1999     | Kitt Peak           | Spacewatch                       |
| 121118 -                | 1999 GK58             | 7 april 1999     | Socorro             | LINEAR                           |
| 121119 -                | 1999 GZ58             | 12 april 1999    | Socorro             | LINEAR                           |
| 121120 -                | 1999 GQ59             | 12 april 1999    | Socorro             | LINEAR                           |
| (121121) Koyoharugotoge | 1999 HJ3              | 19 april 1999    | Goodricke-Pigott    | R. A. Tucker                     |
| 121122 -                | 1999 HW3              | 21 april 1999    | Woomera             | F. B. Zoltowski                  |
| 121123 -                | 1999 HK4              | 16 april 1999    | Kitt Peak           | Spacewatch                       |
| 121124 -                | 1999 HZ8              | 17 april 1999    | Socorro             | LINEAR                           |
| 121125 -                | 1999 HW9              | 17 april 1999    | Socorro             | LINEAR                           |
| 121126 -                | 1999 JO2              | 8 mei 1999       | Catalina            | CSS                              |
| 121127 -                | 1999 JF3              | 8 mei 1999       | Reedy Creek         | J. Broughton                     |
| 121128 -                | 1999 JO3              | 6 mei 1999       | Socorro             | LINEAR                           |
| 121129 -                | 1999 JV4              | 10 mei 1999      | Socorro             | LINEAR                           |
| 121130 -                | 1999 JB5              | 10 mei 1999      | Socorro             | LINEAR                           |
| 121131 -                | 1999 JE9              | 7 mei 1999       | Catalina            | CSS                              |
| (121132) Garydavis      | 1999 JB10             | 8 mei 1999       | Catalina            | CSS                              |
| (121133) Kenflurchick   | 1999 JN14             | 15 mei 1999      | Goodricke-Pigott    | R. A. Tucker                     |
| 121134 -                | 1999 JT16             | 15 mei 1999      | Kitt Peak           | Spacewatch                       |
| 121135 -                | 1999 JJ26             | 10 mei 1999      | Socorro             | LINEAR                           |
| 121136 -                | 1999 JJ27             | 10 mei 1999      | Socorro             | LINEAR                           |
| 121137 -                | 1999 JV32             | 10 mei 1999      | Socorro             | LINEAR                           |
| 121138 -                | 1999 JB33             | 10 mei 1999      | Socorro             | LINEAR                           |
| 121139 -                | 1999 JF34             | 10 mei 1999      | Socorro             | LINEAR                           |
| 121140 -                | 1999 JZ39             | 10 mei 1999      | Socorro             | LINEAR                           |
| 121141 -                | 1999 JE40             | 10 mei 1999      | Socorro             | LINEAR                           |
| 121142 -                | 1999 JQ40             | 10 mei 1999      | Socorro             | LINEAR                           |
| 121143 -                | 1999 JX44             | 10 mei 1999      | Socorro             | LINEAR                           |
| 121144 -                | 1999 JP45             | 10 mei 1999      | Socorro             | LINEAR                           |
| 121145 -                | 1999 JT59             | 10 mei 1999      | Socorro             | LINEAR                           |
| 121146 -                | 1999 JT67             | 12 mei 1999      | Socorro             | LINEAR                           |
| 121147 -                | 1999 JK69             | 12 mei 1999      | Socorro             | LINEAR                           |
| 121148 -                | 1999 JC71             | 12 mei 1999      | Socorro             | LINEAR                           |
| 121149 -                | 1999 JQ72             | 12 mei 1999      | Socorro             | LINEAR                           |
| 121150 -                | 1999 JV72             | 12 mei 1999      | Socorro             | LINEAR                           |
| 121151 -                | 1999 JH74             | 12 mei 1999      | Socorro             | LINEAR                           |
| 121152 -                | 1999 JU82             | 12 mei 1999      | Socorro             | LINEAR                           |
| 121153 -                | 1999 JQ88             | 14 mei 1999      | Socorro             | LINEAR                           |
| 121154 -                | 1999 JU90             | 12 mei 1999      | Socorro             | LINEAR                           |
| 121155 -                | 1999 JH95             | 12 mei 1999      | Socorro             | LINEAR                           |
| 121156 -                | 1999 JJ96             | 12 mei 1999      | Socorro             | LINEAR                           |
| 121157 -                | 1999 JT97             | 12 mei 1999      | Socorro             | LINEAR                           |
| 121158 -                | 1999 JH98             | 12 mei 1999      | Socorro             | LINEAR                           |
| 121159 -                | 1999 JJ100            | 12 mei 1999      | Socorro             | LINEAR                           |
| 121160 -                | 1999 JL102            | 13 mei 1999      | Socorro             | LINEAR                           |
| 121161 -                | 1999 JG111            | 13 mei 1999      | Socorro             | LINEAR                           |
| 121162 -                | 1999 JY113            | 13 mei 1999      | Socorro             | LINEAR                           |
| 121163 -                | 1999 JM118            | 13 mei 1999      | Socorro             | LINEAR                           |
| 121164 -                | 1999 JO118            | 13 mei 1999      | Socorro             | LINEAR                           |
| 121165 -                | 1999 JU120            | 13 mei 1999      | Socorro             | LINEAR                           |
| 121166 -                | 1999 JC125            | 10 mei 1999      | Socorro             | LINEAR                           |
| 121167 -                | 1999 JE135            | 12 mei 1999      | Socorro             | LINEAR                           |
| 121168 -                | 1999 KS1              | 16 mei 1999      | Kitt Peak           | Spacewatch                       |
| 121169 -                | 1999 KA2              | 16 mei 1999      | Kitt Peak           | Spacewatch                       |
| 121170 -                | 1999 KG7              | 17 mei 1999      | Socorro             | LINEAR                           |
| 121171 -                | 1999 KE9              | 18 mei 1999      | Socorro             | LINEAR                           |
| 121172 -                | 1999 KZ11             | 18 mei 1999      | Socorro             | LINEAR                           |
| 121173 -                | 1999 KE13             | 18 mei 1999      | Socorro             | LINEAR                           |
| 121174 -                | 1999 KK14             | 18 mei 1999      | Socorro             | LINEAR                           |
| 121175 -                | 1999 KU15             | 18 mei 1999      | Socorro             | LINEAR                           |
| 121176 -                | 1999 LH5              | 11 juni 1999     | Socorro             | LINEAR                           |
| 121177 -                | 1999 LV6              | 7 juni 1999      | Kitt Peak           | Spacewatch                       |
| 121178 -                | 1999 LS8              | 8 juni 1999      | Socorro             | LINEAR                           |
| 121179 -                | 1999 LX14             | 10 juni 1999     | Socorro             | LINEAR                           |
| 121180 -                | 1999 LX15             | 12 juni 1999     | Socorro             | LINEAR                           |
| 121181 -                | 1999 LC25             | 9 juni 1999      | Socorro             | LINEAR                           |
| 121182 -                | 1999 LQ31             | 11 juni 1999     | Kitt Peak           | Spacewatch                       |
| 121183 -                | 1999 LT36             | 7 juni 1999      | Anderson Mesa       | LONEOS                           |
| 121184 -                | 1999 NH               | 5 juli 1999      | Farpoint            | G. Bell, G. Hug                  |
| 121185 -                | 1999 NP               | 7 juli 1999      | Reedy Creek         | J. Broughton                     |
| 121186 -                | 1999 NR1              | 12 juli 1999     | Socorro             | LINEAR                           |
| 121187 -                | 1999 NJ13             | 14 juli 1999     | Socorro             | LINEAR                           |
| 121188 -                | 1999 NR17             | 14 juli 1999     | Socorro             | LINEAR                           |
| 121189 -                | 1999 NE19             | 14 juli 1999     | Socorro             | LINEAR                           |
| 121190 -                | 1999 NP19             | 14 juli 1999     | Socorro             | LINEAR                           |
| 121191 -                | 1999 NT19             | 14 juli 1999     | Socorro             | LINEAR                           |
| 121192 -                | 1999 NC22             | 14 juli 1999     | Socorro             | LINEAR                           |
| 121193 -                | 1999 NK22             | 14 juli 1999     | Socorro             | LINEAR                           |
| 121194 -                | 1999 NQ26             | 14 juli 1999     | Socorro             | LINEAR                           |
| 121195 -                | 1999 NY29             | 14 juli 1999     | Socorro             | LINEAR                           |
| 121196 -                | 1999 NY31             | 14 juli 1999     | Socorro             | LINEAR                           |
| 121197 -                | 1999 NB33             | 14 juli 1999     | Socorro             | LINEAR                           |
| 121198 -                | 1999 NB35             | 14 juli 1999     | Socorro             | LINEAR                           |
| 121199 -                | 1999 NC38             | 14 juli 1999     | Socorro             | LINEAR                           |
| 121200 -                | 1999 NK38             | 14 juli 1999     | Socorro             | LINEAR                           |